# 张静 (1961年12月)
张静（1961年12月—），北京平谷人，汉族，中国农工民主党党员。中华人民共和国政治人物、第十三届全国人民代表大会河北省代表。

## 生平
2018年，张静被选为河北省出席第十三届全国人民代表大会代表。